# Lambrey
 Lambrey  es una población y comuna francesa, situada en la región de Franco Condado, departamento de Alto Saona, en el distrito de Vesoul y cantón de Combeaufontaine.

## Demografía
| 91 | 101 | 90 | 88 | 70 | 88 | 72 |
| Para los censos de 1962 a 1999 la población legal corresponde a la población sin duplicidades (Fuente: INSEE [Consultar]) |     |    |    |    |    |    |